# ネコ1世
ネコ1世（Necho I、? - 紀元前664年）は、エジプト第26王朝の祖となったサイスの王ないし統治者（在位: 紀元前672年 - 前664年）。第26王朝に連なるサイスの王として実在が確認されている最初の人物である。

## 名前について
ネコというのは古代ギリシャ読みで、正確にはネカウ（Nekau）と言う。

## 略歴
ネコ1世については、もともとアッシリアの文献によってその存在が知られていたが、今日ではその治世下のエジプトの記録も発見されている。ネコ1世は、正式には紀元前670年頃にアッシリアの王アッシュールバニパルによってサイスに封じられたとされるが、既にそれ以前からエジプトを実効支配していた。マネトの断片的記述によれば、彼の統治は8年間に及んだとされる。
ネコ1世の統治第2年については、個人所有されている石碑から記録が見つかっており、その内容はオリヴィエ・パデュー(Olivier Perdu)によって公表されている。この石碑の記録には、古都セベニトス(Sebennytos)に近い現代のベフベイト・エル＝ハガーラ(بهبيت الحجارة)にあたるペルヘビト(PerHebyt)にあったオシリス3神（ホルス、イシス、ネフティス）の神殿に、「イシスの神官、ヘビトの愛妾、偉大な首領…イウプトの息子、アカノシュ」が広大な土地を献納したことが記されている。
諸史料によると、アッシリアと結んでいたネコ1世は、第25王朝最後のファラオであったタヌトアメンを支持して侵入してきたクシュの軍勢によって殺害された。このヌビア勢のナイル川デルタ地方への侵攻は、アッシリアの反攻に遭い、アッシリア勢は上エジプトへと南進してテーベを陥れた。
エジプトを再統一し、ファラオとして第26王朝（サイス朝）を開いたのは、彼の息子であるプサメティコス1世（プサムテク1世）である。また、その後を継いだネコ2世は彼の孫にあたる。

## 家族
ネコ1世は、現在までに証明はされていないもののサイスの王であった可能性があるネケプソス（ネカウバ）の兄弟であったと考えられている。ネコ1世は、イステマベトと結婚し、プサメティコス1世（プサムテク1世）とその姉妹たちをもうけた。